# Вилдетаубе
Вилдетаубе (њем. Wildetaube) општина је у њемачкој савезној држави Тирингија. Једно је од 61 општинског средишта округа Грајц. Према процјени из 2010. у општини је живјело 700 становника. Посједује регионалну шифру (AGS) 16076083.

## Географски и демографски подаци
Вилдетаубе се налази у савезној држави Тирингија у округу Грајц. Општина се налази на надморској висини од 365 метара. Површина општине износи 7,3 km². У самом мјесту је, према процјени из 2010. године, живјело 700 становника. Просјечна густина становништва износи 96 становника/km².